# Східнополіський говір

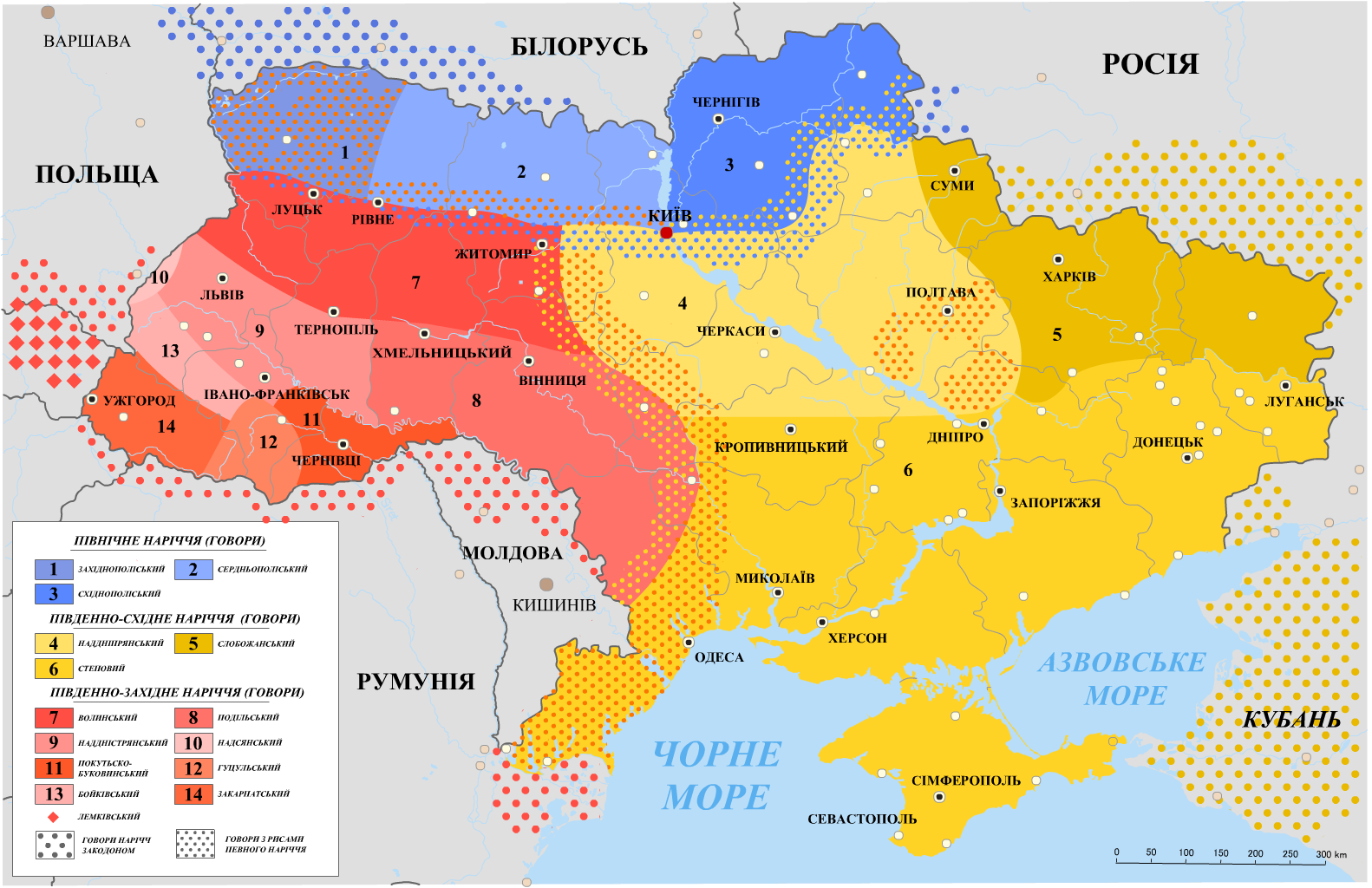
Карта українських наріч і говорів (2005).
Східнополіський говір (3)

Східнополіський (лівобережнополіський) говір — діалект північного наріччя, що об'єднує групу українських говірок у північних районах Київської, Чернігівської та Сумської областей, в південно-західній частині Брянської області Росії (Стародубщина), в окремих районах Курської, Білгородської, Воронізької областей Росії; межує на півдні з середньонаддніпрянським говором по лінії Київ — Прилуки — Конотоп і далі по р. Сейм до межі з російськими говірками; територія східнополіського говору звужується внаслідок розширення на півночі південно-східного наріччя; західна межа середньонаддніпрянського говору проходить в основному по річці Дніпро і відділяє його від середньополіського говору; на півночі межує з білоруськими, а на північному сході — з російськими говірками.
Східнополіський говір зберігає багато реліктових форм. Діалектологи вбачають генетичне коріння його в говорах полян та сіверян.
Цей говір не становить однотипного утворення, а за рядом діалектичних явищ членується на окремі групи говірок: південна група говірок прилягає до перехідних говірок, які межують з говірками південно-східного наріччя і постали внаслідок міждіалектної інтерференції. Північна група говірок охоплює говірки на північ від лінії р. Дніпро — гирло річки Снов через Чернігів і далі крайні північні говірки по течії Десни. Особливості цієї групи говірок східнополіського говору пояснюються більшою архаїчністю у порівнянні з говірками інших субрегіонів Полісся. Осібно стоять крайні східні говірки східнополіського говору, специфіка яких зумовлена не лише географічним положенням, а й міграційними процесами, що відбувалися на цій території.

## Фонетичні особливості східнополіського говору
1. Розрізнення наголошеного і ненаголошеного вокалізму — в ненаголош. позиції кількість голосних у різних говірках коливається від 4 до 6, а в наголош. доходить до 8 фонем. Східнополіський говір зберігає дифтонги на місці етимологічних «о», «е» та «ě» (вуол, піеч, діед);
2. Для значної частини східнополіського говору характерне акання (галава́, пабіегла, вада́);
3. У більшості говірок диференціація фонем «е» та «и» не залежна від наголосу;
4. Наявність реліктів етимологічного «і» в півн.-зах. частині східнополіського говору;
5. Втрата «j» на стику префіксальної й кореневої морфем (ви́шла, зан'али́);
6. Релікти давньої м'якості губних приголосних та «ч’» в частині східнополіського говору (нуоч’, п'іеч’);
7. Ослаблення фонеми «ф» і заступлення її «х» чи «хв» (худбóл, хва́ра);
8. Збереження дзвінкості кінцевих приголосних (зуб, кров);
9. Наявність аферези (доднóйі).

## Граматичні особливості
1. Закінчення «у» в дав. в. іменників ч., с. р. одн. (д'а́д'ку, селý);
2. Паралелізм іменних форм в ор. в. (рукóйу — рукóй, шóстайу — шóстай, мнóйу — мнóй);
3. Займенник 3-ї ос. одн. в непрямих відмінках виступає без початкового «н» (до йійі, з йем);
4. Наявність усічених форм прикметників та дієприкметників ч. р. (си́н'і, дóбри, стари́, годóвани) та членних нестягнених форм ж. і с. р. (дóўгайа, жóўтейе, хоч під наголосом на корені — жóўта, бóса);
5. Інфінітивний суфікс -т’ при дієсл. основі на голосний (гаманіет’, бит’);
6. Складена форма майб. ч. (буду рабит’, буду слухат’);
7. Поширення синтакс. структур помеж + род. в. у значенні ’поряд’, ’коло’ (пóмеж шкóли живé); к(ік)+дав. в. ’до’ (к бра́ту, ік сталý); л'а (л'е)+ род. в. ’біля’ (л'а ха́ти, л'е ріечки); заза + ор. в. (заза мнóйу); наў + род. в. мн. (наў карт, наў мýрки);
8. Вживання сполучників да, дак у єднальній і протиставній функціях.

Риси східнополіського говору наявні у творах Ганни Барвінок, П. Куліша, С. Васильченка, П. Тичини, О. Довженка. Східнополіський говір досліджували В. Ганцов, О. Курило, Ю. Виноградський, Ф. Жилко, П. Лисенко, З. Ніколаєнко, П. Попов та ін.